# Рекс (порода морских свинок)
Рекс (англ. Rex Guinea Pig) — порода гладкошёрстных морских свинок с уникальной текстурой шерсти. Впервые была описана в 1919 году в Англии, где появились первые особи с характерной кудрявой шерстью. Другие названия породы — королевская морская свинка или плюшевая свинка.

## История породы
Порода рекс появилась в результате спонтанной генетической мутации. Первые документальные свидетельства относятся к 1919 году, когда в Англии были зарегистрированы особи с необычной кудрявой шерстью. Официальное признание порода получила:
- В 1980 году — Американской ассоциацией кролиководов (ARBA)
- В 1984 году — Британским советом по морским свинкам (British Cavy Council)

## Стандарты породы

### Внешний вид
- Длина тела: 23-35 см (взрослые особи)
- Вес: 800—1200 г (самки), 1000—1500 г (самцы)
- Голова: широкая, с выраженными щеками
- Уши: крупные (3-5 см), слегка свисающие, с закруглёнными кончиками
- Глаза: большие, круглые, цвет соответствует окрасу

### Особенности шерсти
Основные характеристики: 1. Длина: 1,5-2 см 2. Структура: плотная, плюшевая, без остевых волос 3. Усы: короткие, закрученные
4. Тактильные ощущения: напоминает бархат или велюр
У новорождённых свинок шерсть прямая, кудрявость проявляется к 12 неделям, полностью формируется к 6 месяцам.

### Окрасы
Стандартом признаны четыре группы окрасов:
| Группа            | Описание                                | Примеры                            |
| ----------------- | --------------------------------------- | ---------------------------------- |
| Однотонные (селф) | Сплошной окрас по всему телу            | Чёрный, белый, шоколадный, золотой |
| Агути             | Каждый волосок имеет зоны разного цвета | Золотистый, серебристый, лимонный  |
| Черепаховые       | Комбинация двух цветов                  | Красно-чёрный, золото-белый        |
| Маркированные     | Специфические рисунки                   | Гималайский, далматин, голландский |

## Содержание и уход

### Особенности содержания
1. Клетка: Минимальный размер 70×50 см для одной особи 2. Подстилка: Древесные гранулы или специальные маты 3. Температура: 18-24 °C (чувствительны к перегреву)

### Рацион питания
Основные компоненты:
- Сено тимофеевки — 80 % рациона
- Свежие овощи (морковь, огурец, кабачок)
- Специальные гранулы с витамином C
- Фрукты (яблоки, груши) — не более 2 раза в неделю

Важно: рексы склонны к ожирению, необходимо контролировать порции.

## Разведение

### Особенности размножения
- Половое созревание: самки — 4-5 недель, самцы — 8-10 недель
- Оптимальный возраст для первой вязки: 4-6 месяцев
- Беременность: 59-72 дня
- Количество детёнышей: 2-4

Важно: при скрещивании двух рексов возможны проблемы с шерстяным покровом у потомства.

## Здоровье
Типичные проблемы породы:
- Кожные заболевания (дерматиты)
- Проблемы с зубами (малокклюзия)
- Ожирение
- Заболевания суставов

Средняя продолжительность жизни: 5-7 лет.

## Сравнения
| Характеристика | Рекс                          | Американский тедди          |
| -------------- | ----------------------------- | --------------------------- |
| Тип шерсти     | Жёсткая, упругая, торчащая    | Мягкая, плюшевая, пушистая  |
| Длина шерсти   | 2-3 см (короткая)             | 3-4 см (чуть длиннее)       |
| Текстура       | Грубоватая, бархатистая       | Очень мягкая, игрушечная    |
| Усы            | Завитые                       | Прямые/слегка волнистые     |
| Происхождение  | Естественная мутация (Англия) | Искусственная порода (США)  |
| Телосложение   | Крепкое, коренастое           | Округлое, компактное        |
| Уход           | Неприхотлива                  | Требует расчёсывания        |
| Генетика       | Доминантный ген Rex           | Отдельный генный комплекс   |
| Вибриссы       | Короткие, закрученные         | Длиннее, могут быть прямыми |
| Популярность   | Широко распространён в Европе | Более популярен в США       |